# Tyson Houseman
Tyson Houseman (* 9. Februar 1990 in Edmonton, Alberta, Kanada) ist ein kanadischer Schauspieler und ist vor allem durch seine Rolle als Quil Ateara in New Moon – Biss zur Mittagsstunde bekannt.

## Leben und Karriere
Tyson Houseman lebt zurzeit in Kanada und besuchte die Victoria School of the Arts in Edmonton. Vor seinem Mitwirken an New Moon – Biss zur Mittagsstunde hatte er bereits einige Theaterrollen. Er wird auch in der Fortsetzung des Filmes zu sehen sein.

## Filmografie
- 2009: New Moon – Biss zur Mittagsstunde (The Twilight Saga: New Moon)
- 2010: Eclipse – Biss zum Abendrot (The Twilight Saga : Eclipse)
- 2011: Breaking Dawn – Biss zum Ende der Nacht, Teil 1 (The Twilight Saga : Breaking Dawn)